# ميشال تامر
ميشال الياس ميغيل تامر (بالبرتغالية: Michel Temer‏) (23 سبتمبر، 1940) المعروف باسم ميشال تامر، وهو محام وسياسي برازيلي،
تولى منصب رئيس البرازيل السابع والثلاثين في الفترة من 31 أغسطس 2016 إلى 31 ديسمبر 2018. وتولى مهام منصبه بعد عزل سلفه ديلما روسيف من منصبها. وكان قبلها نائب الرئيس منذ عام 2011 ثم الرئيس بالوكالة منذ 12 مايو 2016، عندما علقت سلطة روسيف في انتظار حكم المحكمة في قضية المساءلة. تولى الرئاسة وهو بعمر 75 سنة، ويعد أكبر شخص تولى المنصب بهذا السن في بلده.
 ميشال تامر رئيسا مؤقتا للبرازيل، بعد عزل ديلما روسيف عن منصبها كرئيس للجمهورية. خدم سابقا لمدة ست سنوات نائبا لولاية ساو باولو في مجلس النواب، وترأس الدائرة لفترة في الفترة 2009-2010. وقد سبق أن عين رئيسا للغرفة لمدة سنتين في عام 1997، ومرة أخرى في عام 1999. تامر كان عضوا في الجمعية التأسيسية الوطنية 1988، وهو رئيس حزب الحركة الديمقراطية البرازيلية.

## نشأته
ولد ميشال ميغيل إلياس تامر لوليا، المشهور بميشال تامر، يوم 23 سبتمبر 1940 في مدينة تيتيي قرب ساوباولو جنوب غربي البرازيل، لأبوين موارنة لبنانيين هاجرا إلى البرازيل من قرية بتعبورا بقضاء الكورة شمالي لبنان. درس، فور إنهائه مرحلة التعليم الثانوي، في كلية القانون بجامعة ساو باولو فحصل منها عام 1963 على شهادة الإجازة في الحقوق، ثم نال الدكتوراه من الجامعة الكاثوليكية في ساو باولو. شغل منصب المدعي العام للدولة ومرتين منصب وزير الدولة للأمن العام. وهو أستاذ للقانون الدستوري المرخصة في PUC - SP، وقام بتأليف العديد من الكتب حول هذا الموضوع.
وفي عام 2011، انتخِب كنائب لرئيسة البرازيل ديلما روسيف. وهو ثاني سياسي من أصل لبناني يتولى هذا المنصب في البرازيل بعد خوسيه ماريا ألكمين. وبعد تعليق مهمات رئيسة البرازيل ديلما روسيف مع بدء إجراء إقالتها أمام مجلس الشيوخ بتهم التلاعب بالحسابات العامة سيتولى نائبها أي ميشال تامر السلطة إلى حين صدور الحكم النهائي لمجلس الشيوخ بحلول ستة أشهر. وعن حياته الشخصية، تزوج تامر ثلاث مرات ورزق بخمسة أبناء خلال أربعين سنة. أما زوجته الحالية فهي ملكة جمال سابقة في الثانية والثلاثين من العمر.

## أوسمة
حصل تامر على عدة أوسمة، من بينها:

### الأوسمة الأجنبية
| الوسام | الوسام                         | الدولة المانحة | التاريخ |
| ------ | ------------------------------ | -------------- | ------- |
|        | وسام المحرر الجنرال سان مارتين | الأرجنتين      | 2017    |
|        | الصليب الكبير لدانبروغ         | الدنمارك       | 1999    |
|        | نيشان الأمير هنري              | البرتغال       | 1987    |
|        | وسام جوقة الشرف                | فرنسا          | 1998    |
|        | وسام الأرز الوطني              | لبنان          |         |
|        | وسام الاستحقاق الوطني          | باراغواي       | 2017    |

## وصلات خارجية
- ميشال تامر على موقع IMDb (الإنجليزية)
- ميشال تامر على موقع الموسوعة البريطانية (الإنجليزية)
- ميشال تامر على موقع مونزينجر (الألمانية)
- ميشال تامر على موقع قاعدة بيانات الفيلم (الإنجليزية)
- ميشال تامر على موقع كينوبويسك (الروسية)
- ميشال تامر على موقع أوليمبيديا (الإنجليزية)
- "سيرة رئيس الجمهورية ميشال تامر". موقع رئاسة جمهورية البرازيل. مؤرشف من الأصل في 2019-03-28. (بالإنجليزية)